# Taurides
Pour les articles homonymes, voir Tauride (homonymie).
Les Taurides  désignent les étoiles filantes et les bolides d'un  essaim météoritique associé à la comète de Encke. Elles sont ainsi nommées en raison de leur radiant (c'est-à-dire du point du ciel d'où elles semblent provenir), situé dans la constellation du Taureau. Observées à la fin d'octobre et au début de novembre, on les appelle aussi parfois les boules de feu de Halloween (Halloween fireballs).

## Origine
On pense que la comète de Encke et les  Taurides sont les restes d'une comète beaucoup plus massive, qui s'est désintégrée au cours des 20 000 à 30 000 dernières années, se brisant en plusieurs morceaux et dispersant des fragments par son activité cométaire, ou peut-être, occasionnellement, à la suite de rencontres avec les forces de marée de la  Terre ou d’autres planètes. Le volume total de ce courant de matière est le plus important du système solaire interne. L'essaim étant assez étalé dans l'espace, la  Terre met plusieurs semaines  à le traverser, d'où une assez longue période d'activité météoritique, comparée à celle d'autres essaims ; de plus, les Taurides sont formées de matériel plus massif, des petits cailloux plutôt que des grains de poussière.

## Apparence
En général, les Taurides apparaissent à un rythme d'environ 5 par heure, traversant relativement lentement le ciel à une vitesse de 27 km/s. Les météores plus gros qu'un caillou deviennent des bolides aussi brillants que la Lune, et laissant derrière eux des trainées de fumée.
En raison des perturbations des planètes, tout particulièrement de Jupiter, les Taurides se sont étalées avec le temps ; on peut en observer deux sections distinctes, les Taurides du Nord (NTA), actives du 20 octobre au 10 décembre, et les Taurides du Sud (STA), actives du 10 septembre au 20 novembre. Les Beta Taurides (en) et les Zeta Perséides (en), que la Terre rencontre en juin et juillet, sont d'autres sections du même courant de matière, mais la Terre leur présente son côté diurne, et donc leur observation visuelle est beaucoup moins spectaculaire que celle des Taurides nocturnes d'octobre et novembre. Les astronomes Duncan Steel et Bill Napier suggèrent cependant que les Beta Taurides pourraient être à l'origine de l'événement de la Toungouska de 1908.
Les Taurides ont un cycle d'activité culminant tous les 2 500 à 3 000 années. Certains astronomes pensent que les dates d'érection de certaines structures mégalithiques telles que Stonehenge sont associées à ces pics d'activité. Le prochain pic est « attendu » vers l'an 3000.
À l'intérieur de ce cycle, des pics d'activités plus rapprochés résultent de sections plus denses de l'essaim. Ainsi, une activité importante pour 2005 fut prédite dès 1993, et effectivement observée en novembre 2005, avec des boules de feu si intenses qu'elles éblouirent la vision nocturne des observateurs ; c'est à cette occasion qu'elles furent nommées « boules de feu de Halloween ».
En mai 2017, des astronomes tchèques détectent une nouvelle branche des Taurides, contenant au moins deux objets de diamètre supérieur à 200 mètres, et alertent la communauté internationale sur le risque accru de collision dévastatrice possible.

## Impact météoritique sur la Lune
Le 7 novembre 2005, un impact cosmique sur la Lune fut observé par une équipe de la NASA (Rob Suggs et Bill Cooke (en)) alors qu'ils testaient un nouveau dispositif formé d'un télescope et d'une caméra vidéo destinée à surveiller la Lune pour de tels impacts. Après étude des cartes du ciel, ils conclurent que l'impact provenait probablement de l'essaim des Taurides. De tels évènements avaient été observés par le passé, mais c'est sans doute le premier enregistrement qui en ait été fait.